# 이호 작전
이호 작전(일본어: い号作戦 이고 사쿠센[*], 영어: Operation I-Go)은 제2차 세계 대전의 태평양 전쟁에서 솔로몬 제도와 뉴기니 전역에서 연합군에 대해 일본 제국 해군의 항공 작전이다.

## 내용
1943년 4월 1일부터 4월 16일까지 작전 기간 동안 주로 일본 제국 해군에서 야마모토 이소로쿠와 쿠사카 진이치 제독이 지휘하는 일본 항공기가 솔로몬 제도 남동부와 뉴기니의 연합군 선박, 항공기 및 육상 시설을 공격했다. 목적는 뉴기니와 솔로몬 해전에서 연합군의 공세를 중단하고 일본이 최근 과달카날 전투와 뉴기니 전역에서 패한 연합군에 대응하여 새로운 방어 체계를 준비할 시간을 버는 것이었다.
이 작전에서는 일본 폭격기와 전투기가 라바울, 부겐빌, 쇼트랜드 제도에 근거지를 둔, 그리고 솔로몬 제도와 포트모르즈비 제도 및 그 주변의 연합군 목표물에 대한 몇 차례의 대규모 공중 공격으로 이루어져 있었다. 뉴기니 전역에서 일본군은 연합군 수송선과 전함 여러 척을 격침시켰지만, 공격은 연합군에 심각한 피해를 입히지 못했다. 관련 승무원의 부정확하고 의도하지 않은 과장된 보고를 바탕으로 야먀모토 이소로쿠는 작전이 성공할 것이라고 믿고 4월 16일 공격을 중단했으나 이 작전은 연합군의 남태평양 지역 추가 공세 준비를 크게 지연시키지 못했으며, 야마모토는 작전에 참가한 부대를 축하하기 위해 여행하던 중 얼마 지나지 않아 사망했다.